# La Saulsotte
La Saulsotte is een gemeente in het Franse departement Aube in de regio Grand Est. De plaats maakt deel uit van het arrondissement Nogent-sur-Seine.

## Geschiedenis
De gemeente maakte deel uit van het kanton Villenauxe-la-Grande totdat dit op 22 maart 2015 werd opgeheven en de gemeenten werden opgenomen in het aangrenzende kanton Nogent-sur-Seine.

## Geografie
De oppervlakte van La Saulsotte bedraagt 19,3 km², de bevolkingsdichtheid is 29,6 inwoners per km².
De onderstaande kaart toont de ligging van La Saulsotte met de belangrijkste infrastructuur en aangrenzende gemeenten.

## Demografie
Onderstaande figuur toont het verloop van het inwonertal (bron: INSEE-tellingen).

Vanwege een beveiligingsprobleem met de MediaWiki Graph-software is het momenteel niet mogelijk deze grafiek weer te geven. Zodra de software is bijgewerkt zal de grafiek vanzelf weer zichtbaar worden.